# Triceratops
Triceratops (lat. tres: tri- + grč. ϰέρας: rog + ὤψ: lice) je bio najveći pripadnik porodice ceratopsa (Ceratopsidae) i jedan od posljednjih izumrlih ceratopsa. Živio je u razdoblju gornje krede prije otprilike 68 do 65 milijuna godina. Do sada je pronađeno više od šestnaest različitih vrsta triceraptosa koje se razlikuju uglavnom po građi lubanje.

## Opis
Triceratops je bio oklopljeni dinosaur, a pripadao je skupini ceratopsa i bio pticokuki (ornithischia) dinosaur. Bio je dugačak 9 metara, visok do 3 metra i težak do 8,5 tona. Živio je na prostoru današnje Sjeverne Amerike krajem krede. Hranio se biljem. Budući da je živio u isto doba kad i T-rex, morao se moći braniti. Gornja polovica glave bila je zaštićena koštanom pločom iz koje su virila 2 roga dugačka više od metra. Imao je još i jedan mali nosni rog. Veliki vratni štit sastavljen od kostiju i prekriven kožom štitio ga je od frontalnog napada. S tim oružjem mogao je zadati teške ozljede grabežljivcu ili suparničkom mužjaku, ali mu je stražnji dio bio nezaštićen. Proširio se na velika područja prije masovnog pomora dinosaura.
Triceratops je imao jednu, kratku nazalnu bodlju i nešto duže bodlje koje su izrastale iznad njegovih očiju. Njegova glava, često veća i od tri metra, bila je najveća koju je ikada neka kopnena životinja posjedovala. Imao je veliku glavu i relativno velik mozak.
Triceratops je vrlo vjerojatno bio ratoborna životinja. Dosta pripadnika te vrste ima kosti oštećene u borbama s rivalima ili ostalim predatorima.

## Rasprostranjenost i stanište
Triceratopsovi ostaci prvi put su otkriveni 1887. godine pokraj Denvera u američkoj saveznoj državi Colorado. U početku su bili identificirani kao ostaci nedavno izumrlog bika. Fosilni ostaci pronađeni su i na prostoru Wyominga, Montane i Južne Dakote, a izvan SAD-a u provincijama Alberti i Saskatchewanu u Kanadi. Ime mu je 1889. godine dao američki paleontolog Othniel Charles Marsh (1831. – 1899.).

## Vanjske poveznice
- Triceratops – Hrvatska enciklpedija
- Triceratops – Britannica Online (engl.)
- Triceratops – The Canadian Encyclopedia (engl.)
- Triceratops – Natural History Museum (engl.)